# Салем (телесеріал)
«Салем» (англ. Salem) — американський драматичний телесеріал в жанрі історичного фентезі, створений Адамом Саймоном та Бренноном Брагою, який вийшов на телеканалі WGN America 20 квітня 2014. Це перше оригінальне шоу WGN America. Серіал, в якому головні ролі виконують Джанет Монтгомері і Шейн Вест, натхненний справжніми судовими процесами над салемськими відьмами наприкінці XVII століття. 11 липня 2015 «Салем» був продовжений на третій сезон, який, як оголошено 13 грудня 2016 року, став останнім.

## Огляд серіалу
«Салем» — вигадана історія, побудована на судових процесах над відьмами, і далеко не останніх, що відбувалися в сумно відомому місті Салем в Массачусетсі, починаючи з 1692 року, коли влада в місцевій колоніальної адміністрації опинилася в основному в руках пуритан. Серіал ставить під сумнів, чи були праві пуритани у своїх діях, чи справедливі були звинувачення, висунуті ними проти підслідних, і чи були останні дійсно безневинними.
Увага сценаристів зосереджується на «справжніх відьмах», які були нібито органічною частиною повсякденного життя міста, вміючи чудово приховувати свою сутність. Джон (Шейн Вест) і Мері (Джанет Монтгомері) перебувають у центрі епічного роману, навіть коли пуританське полювання на відьом приводить усе місто в істерію, жах і відчай.
Історично село Салем і місто Салем ворогували через майно, права випасу і церковні права. В описуваний час у колоніальній адміністрації дійсно переважали лідери пуритан. Люди перебували під ретельним наглядом, який призвів до ще одного конфлікту. Вони боялися стати жертвою переслідувань через будь-яку дрібницю, яка могла не сподобатися фанатичним пуританам. Слово «відьма» здавалося простим і зручним прокляттям, спрямованим на тих, хто поводив себе не так, як усі, і піднімав голос проти будь-якої соціальної несправедливості або забобонів.

## Актори та персонажі

### Основний склад
- Джанет Монтгомері — Мері Сіблі, дружина Джорджа Сіблі і відьма, таємна любов якої загрожує її владі в Салемі. У неї є дитина від Джона Олдена, до якого вона досі небайдужа.
- Шейн Вест — капітан Джон Олден, ветеран війни і коханий Мері, який після повернення додому встав на захист невинних людей Салема, охопленого панікою через відьом.
- Сет Габел — Коттон Мезер, добре освічений міський преподобний і друг Джона Олдена. Був закоханий у місцеву повію Глоріану, яка змусила його зупинити полювання на відьом.
- Тамзін Мерчант — Енн Гейл, дочка судді Гейла, талановита молода художниця. Займалася благодійністю. Як і Коттон Мезер, намагається запобігти непотрібним смертям.
- Ешлі Мадекві — Тітуба, відьма, що контролює Мері. Вона переконала Мері віддати її і Джона дитину дияволу.
- Еліз Еберлі — Мерсі Льюїс, дівчина, одного разу змучена закляттям Мері Сіблі. Пізніше Мері робить її відьмою.
- Іддо Голдберг — Айзек Волтон, найобізнаніша в Салемі людина. У покарання за його минулі блудни був призначений відповідальним за прибирання відходів міста та перевезення трупів.
- Ксандер Берклі — суддя Гейл, таємний відьмак і провідний політик у Салемі.

### Другорядний склад
- Стівен Ленг — Інкріз Мезер, преподобний, батько Коттона Мезер і фанатичний мисливець на відьом.
- Майкл Малгерен — Джордж Сіблі, хворий і заможний глава ради членів міської правління Салема, який перебував під закляттям Тітуби і його дружини Мері. Він затаврував Айзека Волтона як блудника.
- Ежур Парсонс — Глоріана, повія і кохана Коттона, вигнана його батьком Інкрізом Мезер з Салема.

## Виробництво

### Розробка
WGN America вперше озвучив плани зі створення серіалу під назвою «Злоба» в липні 2012 року. 4 червня 2013 року канал замість стадії пілотного епізоду відразу замовив цілий сезон з 13 серій, давши серіалу нову назву «Салем». Проєкт був створений Адамом Саймоном і Бренноном Брагою, які так само стали виконавчими продюсерами разом із Джеффом Квадінетцом і Джошом Беррі. 8 листопада 2013 року почалися знімання у великому павільйоні в Шрівпорті, штат Луїзіана, облаштованому під Массачусетс XVII-го століття.

### Кастинги
Про початок кастингу було оголошено в жовтні 2013 року. Ешлі Мадекве стала першою актрисою, що отримала роль Тітуби, привабливої і загадкової помічниці Мері Сіблі. Сет Гейбл став наступним актором, що отримав роль Коттона Мезера, місцевого аристократа, який очолює полювання на відьом у Салемі. Далі ролі в серіалі отримали Джанет Монтгомері і Ксандер Берклі. Монтгомері була взята на головну роль Мері Сіблі, наймогутнішої відьми в Салемі і дружини заможного члена міського управління Джорджа Сіблі. Берклі був узятий на роль магістрату Джона Хейла, одного з членів міського управління Салема. Потім Шейн Вест підписався на провідну роль Джона Олдена, загартованого ветерана війни і полоненого, замішаного в полюванні на відьом Салема. Також Тамзін Мерчант була затверджена на роль Енн Гейл, талановитої художниці, яка закохується в Джона Олдена по його прибутті в Салем. Еліз Еберлі стала останньою провідною актрисою, затвердженою на роль Мерсі Льюїс, дочки преподобного Льюїса, яка була одержимою через «витівки» Мері та Тітуби. 1 червня 2014 Стівен Ленг був узятий на другорядну роль Інкріза Мезера, батька Коттона Мезера, і навіть найбільш фанатичного мисливця на відьом. Крім того, до касту серіалу у 2 сезоні приєдналися Джо Дойл (барон Себастьян фон Марбург) та Люсі Лоулесс (графиня-палатін Інгрід фон Марбург).

## Епізоди
| Сезони | Епізоди | Прем’єрний показ | Прем’єрний показ |
| Сезони | Епізоди | Початок          | Закінчення       |
| ------ | ------- | ---------------- | ---------------- |
| 1      | 13      | 20 квітня 2014   | 13 липня 2014    |
| 2      | 13      | 5 квітня 2015    | 28 липня 2015    |
| 3      | 10      | 2 листопада 2016 | 25 січня 2017    |